# Камиза (нательное бельё)
Ками́за (camisa) ― туника, рубаха, сорочка длиной немного выше или до колен шившаяся изо льна или другой тонкой ткани. Появляется и приживается в Европе XII века. Средневековый европейский фасон мог быть узким и даже приталенным, так как камиза надевалась под другую одежду. Для удобства надевания предусматривались разрезы внизу по бокам, а также мог быть дополнительный разрез по горловине спереди. Часто камизы XIII века были без рукавов, с широкой рукавной проймой, характерной для мадьярской моды, получившей распространение в конце XII века. Но впоследствии появились украшенные орнаментом на обшлагах с расчётом на то, что эти части будут выглядывать из-под верхней одежды.

## Происхождение слова
От латинского слова camisia (рубаха, рубашка, ночнушка), которое перешло в арагонский, старолеонский, астурийский, испанский и другие языки.  В современном испанском «камиза» — любая рубашка. 
Во франкском, а затем и во французском языке приняло форму «шемиза» (chemise). Позже появилась укороченная и облегчённая версия этого предмета одежды, называемая шемизетка.